# جراحة الرضة

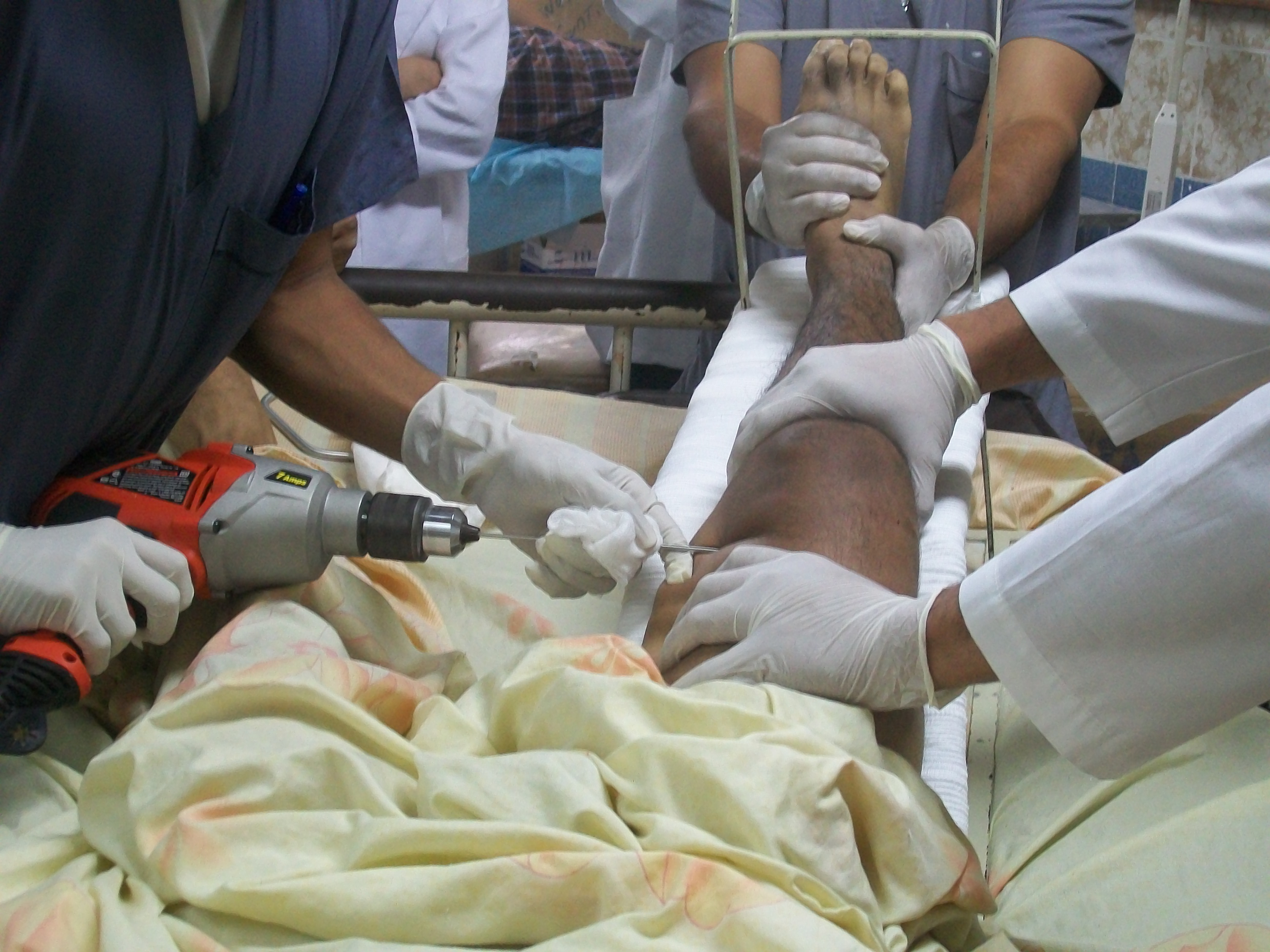

يكمل جراحو الرضوض عمومًا تدريب الإقامة في الجراحة العامة وغالبًا ما يكون تدريب الزمالة في الرضوخ أو طب العناية المركزة الجراحية. ويكون جراح الرضوخ مسؤولاً عن الإنعاش الأولي للمريض واستقراره، بالإضافة إلى التقييم المستمر والإدارة. ويقود جراح الرضوخ المرافق أيضًا فريق الرضوخ والذي يضم عادة ممرضات وفريق مساعد بالإضافة إلى الأطباء المقيمين في المستشفى التعليمي.

## التدريب
في الولايات المتحدة يتدرب معظم [بحاجة لمصدر] جراحو الرضوخ في مراكز أكبر ويكملون منحة مدتها من عام إلى عامين في الطب الحرج الجراحي. مما يسمح لهم بالتقدم لاختبارات الاعتماد في مجلس الجراحة الأمريكي (American Board of Surgery) (ABS) أو مجلس جراحة العظام الأمريكي (American Osteopathic Board of Surgery) (AOBS) في تخصص الطب الحرج.[1] ويعتبر هذا عمومًا اعتماد المجلس «لجراحة الرضوخ».
تعقد البرامج التدريبية الأوروبية غالبًا تحت إشراف المجالس الجراحية القومية، وتمنح أيضًا اعتمادًا في التخصص كجراح رضوخ. كما أن هناك اختبار جراحة رضوخ أوروربي رسمي.
يصعب في بعض الأحيان الحصول على تدريب جراحي الرضوخ. في المملكة المتحدة, تكون كلية الجراحين الملكية بانجلترا مسؤولة عن تدريب الاستشاريين عبر البرنامج التدريبي مهارات الرضوخ الجراحية الحاسمة (Definitive Surgical Trauma Skills)(DSTS). ويظل هذا هو البرنامج التدريبي الوحيد من نوعه في المملكة المتحدة. ولقد تم وضع هذا البرنامج أساسًا لتدريس الجراحين العسكريين، لكن يتم حاليًا تدريب الجراحين العسكريين والمدنيين في البرنامج.

## المسؤوليات
إن النطاق الواسع لتدريب الطب الحرج الجراحي يمكن جراح الرضوخ من التعامل مع معظم إصابات الرقبة والصدر والبطن والأطراف. وفي أجزاء كبيرة من أوروبا يعالج جراحو الرضوخ معظم الرضوخ العضلية الحركية. بينما يعالج جراحو الجراحة العصبية عمومًا إصابات الجهاز العصبي المركزي. وفي الولايات المتحدة وبريطانيا تتم معالجة الإصابات الهيكلية على أيدي جراحي رضوخ العظام. وفي الغالب، يعالج جراحو الفم والوجه والفكين إصابات الوجه. هناك اختلاف كبير بين المستشفيات في درجة اشتراك المتخصصين من التخصصات الأخرى مثل جراح القلب والصدر وجراح التجميل وجراح الأوعية الدموية وأخصائي الإشعاع التداخلي في علاج مرضى الرضوخ.
يجب أن يكون جراح الرضوخ ملمًا بمناحي كبيرة من جراحات الجراحة العامة والصدر والأوعية ويجب أن يكون قادرًا على اتخاذ قرارات معقدة، وغالبًا ما يكون ذلك في ظل حالة من ضيق الوقت وقصور المعلومات. ويلزم أن يكون جراح الرضوخ بارعًا في جميع نواحي الطب الحرج/العناية المركز. وتكون ساعات العمل غير منتظمة وفترات كبيرة من العمل ليلاً أو في عطلة نهاية الأسبوع والإجازات. أما رواتب جراحي الرضوخ فهي مقاربة لجراحي الجراحة العامة.
يكون معظم المرضى الوافدين إلى مراكز الرضوخ مصابين بإصابات متعددة تضم أنظمة عضوية مختلفة، لذا تلزم العناية بهؤلاء المرضى عدد كبير من الإجراءات التشخيصية والعمليات الجراحية. ويكون جراح الرضوخ مسؤولاً عن تحديد أولوية تلك الإجراءات ووضع الخطة العامة للعلاج. وتبدأ تلك العملية حالما يصل المريض إلى قسم الطوارئ وتستمر حتى يصل إلى غرفة العمليات ووحدة العناية الفائقة وطابق المستشفى. في معظم الحالات، يتم تقييم المرضى وفقًا لمجموعة من البروتوكولات المحددة سلفًا (الفرز) والموضوعة لكشف وعلاج الحالات الخطرة في أسرع وقت ممكن. وبعد معالجة تلك الحالات (أو استبعادها)، يتم التعامل مع الحراجات التي لا تهدد الحياة.

## جراحة الرعاية الخطرة
على مدار بضعة عقود ماضية، حدثت تطورات كبيرة في الرضوخ والطب الحرج أدت إلى زيادة تكرار الرعاية غير الجراحية لإصابات الرقبة والصدر والبطن. فمعظم الإصابات التي تستلزم علاج جراحي تكون إصابات عضلية هيكلية. ولهذا السبب، يخصص بعض جراحي الرضوح الأمريكيين جزءًا على الأقل من ممارساتهم لـ الجراحة العامة. وفي معظم المستشفيات الجامعية الأمريكية والمراكز الطبية، يتعامل جراحو الرضوخ مع نسبة كبيرة من حالات الجراحة العامة الطارئة. فالمجال الذي يجمع بين جراحة الرضوخ والجراحة العامة الطارئة يطلق عليه جراحة الرعاية الخطرة.

## وصلات خارجية
- Anaesthesia Trauma and Critical Care (ATACC)
- American Association for the Surgery of Trauma, a website dedicated to the advancement of knowledge in treating and preventing traumatic injuries.
- trauma.org نسخة محفوظة 24 أغسطس 2019 على موقع واي باك مشين. a website dedicated to trauma
- Eastern Association for the Surgery of Trauma, major association of trauma surgeons in the US.
- National foundation for Trauma Care